# Nationaal Park De Biesbosch

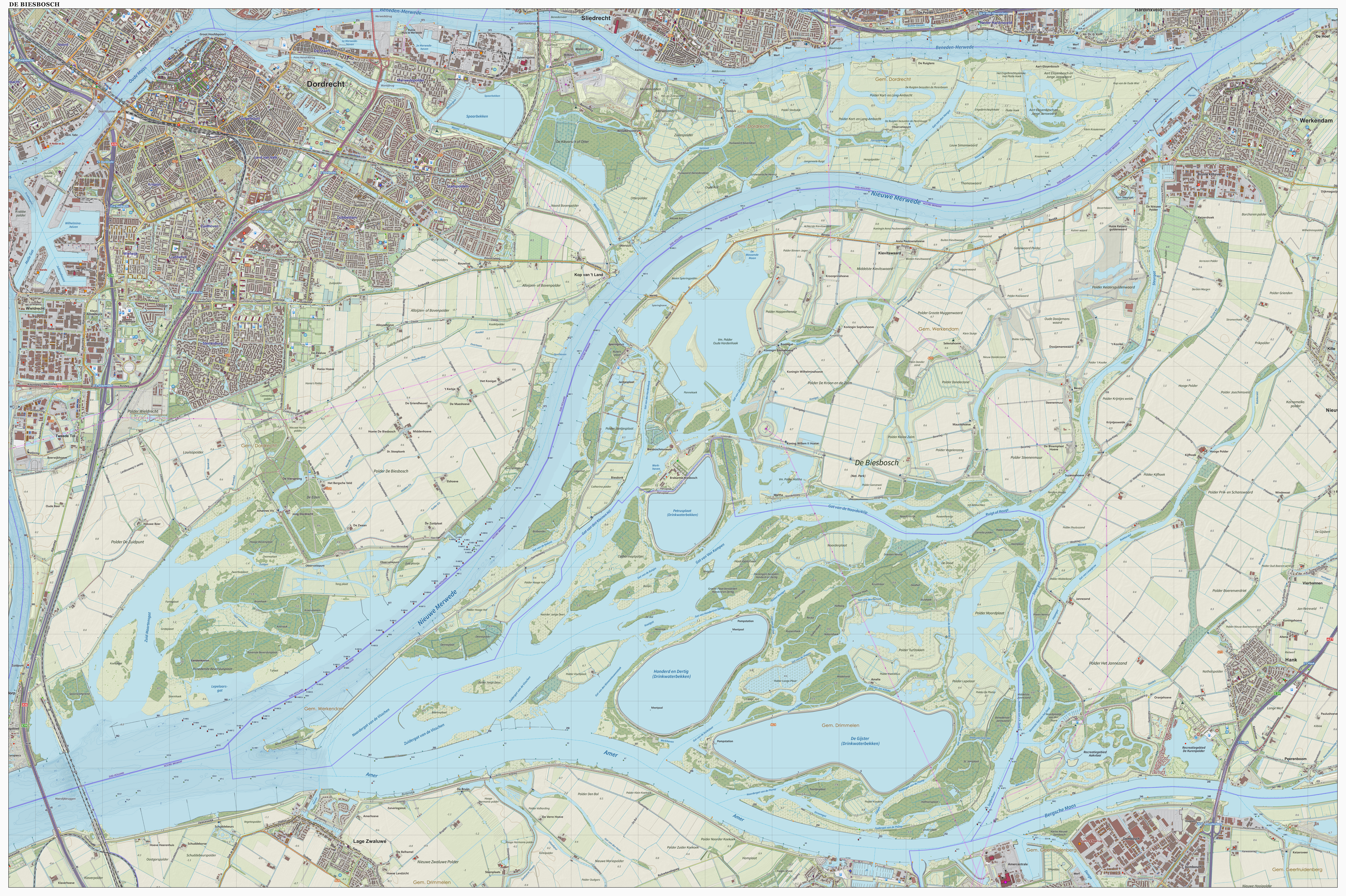
Topografische kaart van de Brabantse Biesbosch, de Hollandse Biesbosch en de Sliedrechtse Biesbosch, per december 2015

Het Nederlandse Nationaal Park De Biesbosch is een zeer waterrijk natuur- en recreatiegebied. Kenmerkend zijn de zoetwatergetijden, kreken en wilgenvloedbossen. Het bestaat uit een aantal riviereilanden en zand- en slikplaten in de provincies Noord-Brabant en Zuid-Holland. Ze liggen tussen de rivieren Beneden-Merwede en Amer, en worden doorsneden door de kunstmatige rivier de Nieuwe Merwede. Aan de oostzijde wordt het gebied begrensd door het Land van Heusden en Altena. Het kan worden onderverdeeld in de Brabantse Biesbosch en de Hollandse Biesbosch, waarbij de laatste weer bestaat uit de Sliedrechtse Biesbosch en de Dordtse Biesbosch.
In 1994 kreeg de streek de status van nationaal park, het heet sindsdien officieel Nationaal Park De Biesbosch en staat op de lijst van beschermde natuurgebieden. De Biesbosch wordt deels agrarisch gebruikt, is ingericht voor verschillende vormen van recreatie en biedt ook ruimte aan opslag van schoon oppervlaktewater in speciaal aangelegde spaarbekkens ten behoeve van de continuïteit van de drinkwatervoorziening.

## Gebiedsdelen
Het Nationaal Park De Biesbosch bestaat uit de volgende gebiedsdelen.

#### Sliedrechtse Biesbosch
De Sliedrechtse Biesbosch is het meest noordelijk gelegen deel van de Biesbosch en wordt begrensd door de Beneden-Merwede in het noorden, de Nieuwe Merwede in het zuiden, het Wantij in het westen en de Boven Merwede in het oosten.
Door de afsluiting van het Haringvliet kwam er een einde aan de voorheen significante getijdenverschillen in de Biesbosch. Sindsdien is de Sliedrechtse Biesbosch het enige deel van de Biesbosch dat nog steeds een relatief groot getijdenverschil kent. Aan de oostkant van dit gebiedsdeel bevindt zich een van de laatste intacte systemen van rivierduinen in Nederland. Dit alles maakt de Sliedrechtse Biesbosch een uniek en belangrijk onderdeel van het Nationaal Park.
De Sliedrechtse Biesbosch is vernoemd naar het dorp Sliedrecht dat vroeger gelegen was binnen de latere Sliedrechtse Biesbosch. Toen bij de Sint-Elisabethsvloed de Biesbosch ontstond, verdronk en verdween dat dorp. Overigens hebben de overlevenden van deze ramp het dorp herbouwd aan de overkant van de Beneden Merwede: het huidige dorp Sliedrecht.

#### Hollandse Biesbosch
De Hollandse Biesbosch is het meest westelijk gelegen deel van de Biesbosch en wordt gescheiden van de rest van het Nationaal Park door de Nieuwe Merwede in het oosten en de ingepolderde Dordtse Biesbosch in het noorden. De overige grenzen worden gevormd door de Dordtse Kil in het westen en het Hollandsch Diep in het zuiden. De Hollandse Biesbosch vormt het grootste restant van de (ooit veel grotere) Zuid-Hollandse Biesbosch. De huidige Hollandse Biesbosch kent de grootste rijkdom aan vogels van alle delen van het Nationaal Park.
Soms wordt de term Hollandse Biesbosch ook wel gebruikt om het gehele Zuid-Hollandse deel van de Biesbosch te omschrijven, dus inclusief de Dordtse Biesbosch en Sliedrechtse Biesbosch. Meestal wordt echter slechts het zuidwestelijke deel van de Zuid-Hollandse Biesbosch aangeduid als de Hollandse Biesbosch, en dan met name het deel tussen de Dordtse Kil en de polders van de Dordtse Biesbosch.

#### Brabantse Biesbosch (Zuidwaard)

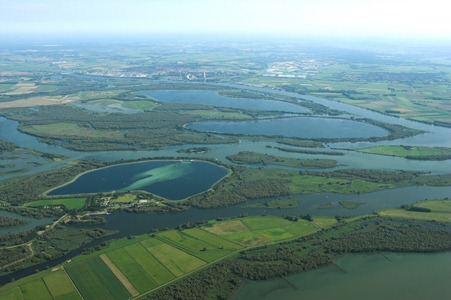
De drie spaarbekkens in de Biesbosch: Petrusplaat, Honderd en Dertig en De Gijster

De Brabantse Biesbosch is de naam voor het deel van de Biesbosch ten oosten van de Nieuwe Merwede. Net als bij de Zuid-Hollandse Biesbosch zijn ook grote delen van de Brabantse Biesbosch ingepolderd en in agrarisch gebruik. Slechts het zuidelijke deel, de zogenaamde Zuidwaard, is als waardevol wetland behouden gebleven.
De Zuidwaard van de Brabantse Biesbosch vormt het grootste gebiedsdeel binnen het Nationaal Park en wordt gekenmerkt door uitgestrekte wilgenbossen, omgeven door brede kreken. Veel van deze wilgenbossen hebben sinds het verdwijnen van het getij de Zuidwaard veroverd en zijn oorspronkelijk verwilderde grienden (wilgenakkers).
Ook in de Zuidwaard zijn een aantal polders aanwezig geweest. Drie daarvan zijn eind jaren 1960 veranderd in spaarbekkens: Petrusplaat, Honderd en Dertig en De Gijster. Ze bevatten buffervoorraden oppervlaktewater dat ten behoeve van de drinkwatervoorziening uit de Maas wordt gewonnen. De overige landbouwpolders zijn inmiddels teruggegeven aan de natuur: Turfzakken, Kwestieus, Lepelaar, Plomp en de Moordplaat. Het doel hiervan is, naast natuurontwikkeling, het uitbreiden van de waterbergingscapaciteit van de Biesbosch.

#### Brabantse Biesbosch (Noordwaard)

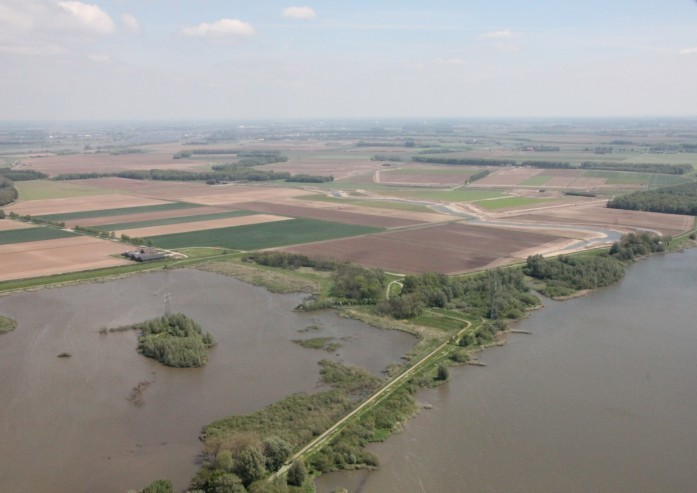
Het water is weer terug in de Nieuwe Noordwaard van de Brabantse Biesbosch. Links is op de achtergrond de Nieuwe Merwede te zien

De Noordwaard is een gedeelte van de Brabantse Biesbosch dat lange tijd in agrarisch gebruik is geweest. In het begin van de 20ste eeuw bestond de Noordwaard uit een lappendeken van eilandpolders met getijdengeulen ertussen. In het kader van de ruilverkaveling is in de 1960 van de Noordwaard een grote polder gemaakt. In de 21ste eeuw is dit weer ongedaan gemaakt. Vanwege de dreigende rivierdijkdoorbraken in 1993 en 1995 is in het kader van Ruimte voor de rivier besloten het gebied de oude functie van boezem en overloopgebied terug te geven. De eilandpolders kwamen terug, afgewisseld met kreken en aangevuld met nieuw doorstroomgebied. Bij hoge waterstanden in de Merwede kan het water gemakkelijk de Noordwaard binnenstromen, wat een flinke waterstanddaling in de Merwede zal opleveren. Bij hoge nood kunnen alle polders in de Noordwaard toegevoegd worden aan het doorstroomgebied. Vandaar dat alle huizen en boerderijen er op terpen staan. Bij het ontpolderen van de Noordwaard heeft men getracht het krekenpatroon van rond 1905 te reconstrueren. Nadat de ontpoldering in 2015 werd afgerond, is de zogenaamde Nieuwe Noordwaard toegevoegd aan het Nationaal Park.

#### Overige
Naast bovenstaande gebieden bestaat de Biesbosch ook uit twee gebiedsdelen die niet tot het Nationaal Park behoren. Dit zijn de polders van de Dordtse Biesbosch en de polders van de Oostwaard van de Brabantse Biesbosch. Beide delen zijn vooral in agrarisch gebruik. Een deel van Polder de Biesbosch is in 2016 omgevormd tot natuur- en recreatiegebied: de Nieuwe Dordtse Biesbosch. Doordat het groene plangebied naast Dordrecht ligt, moet deze plek meer ruimte voor recreatie en natuur bieden aan de stadsbewoners. Het noordelijk deel van het bosgebied De Elzen maakt onderdeel uit van de Nieuwe Dordtse Biesbosch en zal worden vernat. Door de vernatting en vegetatieontwikkeling zullen er in de hele Nieuwe Dordtse Biesbosch diverse plas-drassituaties ontstaan, waarvan reigerachtigen en rietvogels zullen profiteren.

## Geschiedenis

### Oorsprong

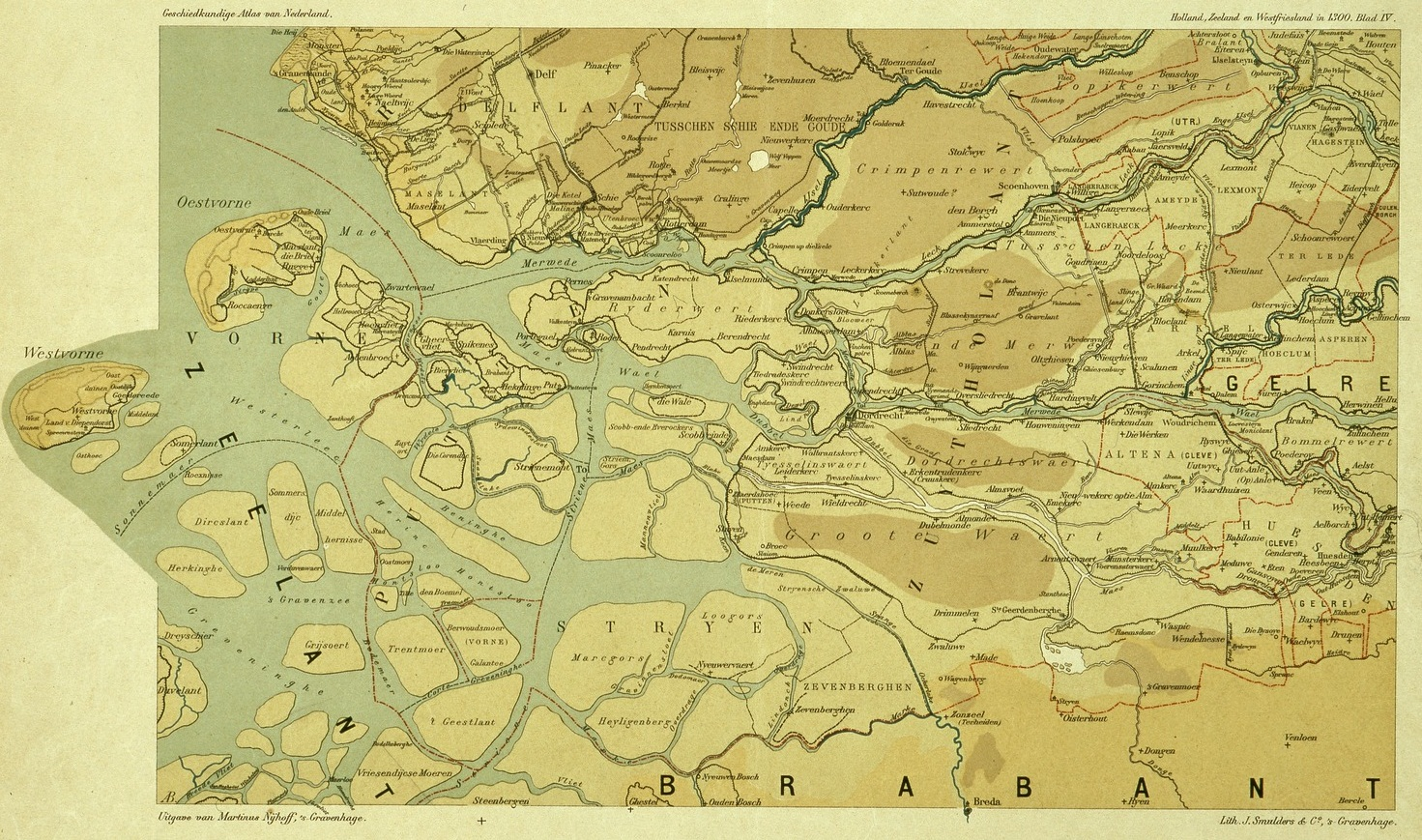
Kaart van het beneden-rivierengebied in 1300, dus na de grote omdijkingen van de 13de eeuw, maar voor de Sint-Elisabethsvloed

In het oorspronkelijke zoetwatergetijdengebied ontstonden rond het jaar 1000 kleine woongemeenschappen op de hoge ruggen (oeverwallen en donken) tussen de plaatselijke grote rivieren, de Merwede en de Maas, die destijds ongeveer langs Dordrecht naar zee stroomden. In het begin van de dertiende eeuw werden al delen van het gebied ontgonnen door bedijking, onder leiding van de toenmalige graaf van Holland.
Door aanleg van de ringdijk werden allerlei geulen en kreken afgesloten. Ook bestaande riviertjes werden afgedamd, zoals de Dubbel (Dubbeldam, in 1273), de Werken (Werkendam, in 1230), de Alm (in 1275) en de toenmalige Maas (het Damblok, in 1273). Het Maaswater werd voortaan via Andel en Woudrichem naar de Merwede geleid. Hierdoor ontstond de Groote of Hollandsche Waard, een gebied van 30.000 hectare bouw- en weiland. Hoe het landschap er destijds uitzag is niet precies bekend, maar elzenbroekbossen, blauwgraslanden en grienden zullen een belangrijk aandeel gehad hebben.
Aan het eind van de veertiende eeuw waren er regelmatig dijkdoorbraken. Dit werd veroorzaakt door slecht dijkonderhoud in tijden van politieke onrust (Hoekse en Kabeljauwse twisten), maar ook door onoordeelkundig graafwerk, turfsteken en moernering (zoutwinning uit turf). Naast menselijke activiteiten was ook de voortgaande zeespiegelstijging een oorzaak van dergelijke calamiteiten.

### Zoutwinning
In toenemende mate was echter het moerneren de belangrijkste oorzaak voor dijkverzwakkingen. In de Middeleeuwen was veenexploitatie namelijk van groot economisch belang. Als voedsel wordt ingezouten blijft het langer houdbaar. Het zoute veen bevond zich echter onder een laagje zeeklei dat eerst moest worden afgegraven. Het afgraven van dat sediment en het afsteken van de onderliggende veenlaag (de ‘darink’) werd ook wel darinkdelven genoemd. Het afgestoken materiaal werd vervolgens gedroogd en tot as verbrand en daarna vervoerden de darinkdelvers de ‘sel’, zoals de tot as verbrande turf werd genoemd, naar zoutketen waar het in grote kuipen met zeewater werd vermengd en tot zuiver pekel verwerkt. Het moerneren vond plaats in het buitendijkse gebied. Door deze activiteiten klonk het veen in en de zee kreeg gemakkelijker vat op de gebieden waar het veen was afgegraven. Naarmate de ontginning vorderde namen de problemen met het water toe.

### Sint-Elisabethsvloed

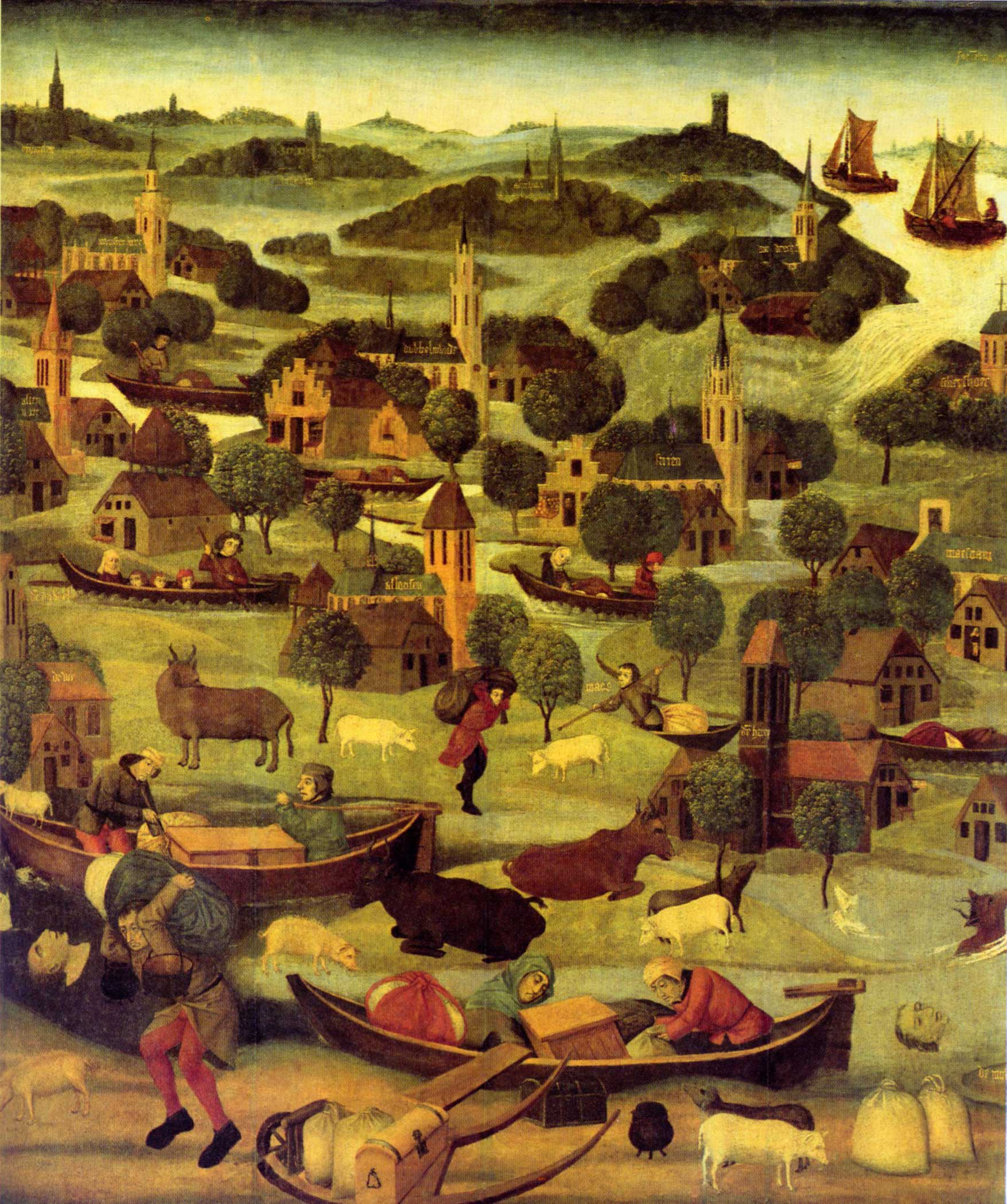
Sint-Elisabethsvloed, geschilderd 70 jaren na de ramp

In de nacht van 18 op 19 november 1421 vond bij het plaatsje Broec (ter hoogte van Strijen) een doorbraak plaats in de westelijke zeedijk van de toenmalige Grote Waard en overstroomde het gebied met zout water, een gebeurtenis die de Sint Elisabethsvloed wordt genoemd. Een jaar later brak de dijk bij Sleeuwijk onder druk van de hoge rivierstanden en stroomde veel rivierwater het gebied in. In de loop der jaren ontstond een ondiepe binnenzee met open water dat in stromen en geulen heen en weer trok met het getij. Zo ontstond het zoete en zilte getijdengebied van de Biesbosch. Een hardnekkig misverstand wil dat de Biesbosch door deze stormvloed in één nacht is ontstaan. Bij deze vloed in de nacht van 19 op 20 november braken weliswaar de dijken van de toenmalige Groote of Hollandsche Waard, maar het duurde nog enige tientallen jaren voor het gehele gebied onder water stond en de Biesbosch met zijn kreken en riet gevormd werd. Hierbij had, zoals gezegd, ook het rivierwater een belangrijke invloed.
Het aantal slachtoffers is in de loop van de tijd door mythevorming opgelopen tot wel 100.000. Schattingen geven aan dat in werkelijkheid ongeveer tweeduizend mensen de dood vonden. Volgens de overlevering overstroomden bij de Sint-Elisabethsvloed 72 parochies, hoewel in werkelijkheid naar schatting zo'n dertig dorpen door de vloed zijn verwoest. Een paar van die verdronken dorpen zijn gedeeltelijk teruggevonden, zoals Houweningen (1983), Erkentrude (1990) en Wolbrands (2006). In het ondiepe gedeelte van de overstroomde Groote Waard werden nieuwe dijken opgeworpen en zijn veel dorpen weer hersteld. Vooral na 1465 werd flink werk gemaakt van herbedijkingen, naar aanleiding van het Principale Handvest van Filips de Goede. Ook is recent duidelijk geworden dat enkele "verdwenen" dorpen helemaal niet verwoest zijn, maar simpelweg zijn verlaten omdat het niet rendabel werd geacht om de boel weer te herstellen.

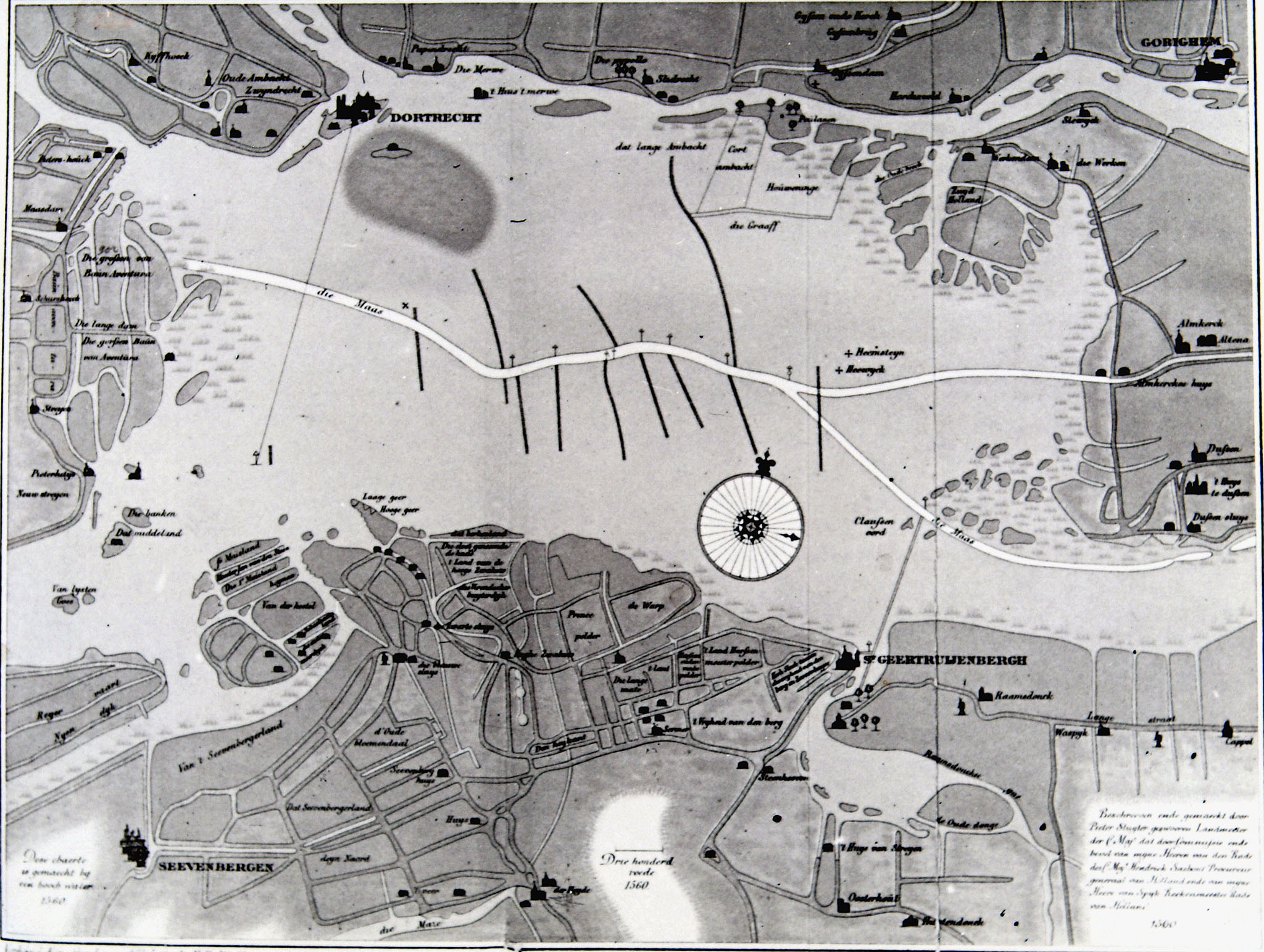
Het Bergsche Veld door Pieter Stuiter in 1560 getekend. In het wit wordt bij benadering de loop van de Romeins-Middeleeuwse Maas aangegeven. In het noordoosten is het begin van de latere Biesbosch zichtbaar: een zich uitbreidende rivierdelta

Na de overstromingen werd het onbedijkte gebied de Verdronken (Zuid-Hollandsche) Waard genoemd en ook wel de Veenvloed. Het was een uitgestrekte maar ondiepe binnenzee. Het water van de Merwede (die gevoed werd door de Waal én de Maas, die na het afdammen van de vroegere Maas tot 1904 bij Woudrichem in de Merwede uitmondde) vond in die Verdronken Waard een kortere route naar zee. Aangezien het water van de Merwede hier in aanraking kwam met de (significante) getijdeninvloed van zee, werd de stroomsnelheid dusdanig afgeremd dat wijdverbreide sedimentatie op gang kwam. Hierdoor werd al snel een stelsel van platen en geulen gevormd, waarna de naam van het gebied veranderde in het Bergsche Veld. De naam de Biesbosch kwam pas in zwang nadat in de Verdronken Waard een zich steeds verder uitbreidende rivierdelta had gevormd.
Lange tijd kon men beide namen tegelijk aantreffen op oude kaarten. De naam Bergsche Veld had vooral betrekking op het Waddenzee-achtige gedeelte van de Biesbosch: een ondiepe binnenzee, met bij eb droogvallende platen. De naam Biesbosch had betrekking op het delta-achtige gedeelte, met een netwerk van rivieren en killen tussen eilanden die meestal boven water bleven. Nadat de delta zich bleef uitbreiden, werd de naam Bergsche Veld steeds verder teruggedrongen, totdat het gehele gebied (sinds de late 19de eeuw) Biesbosch werd genoemd. Overigens werd de naam Biesbosch al vóór de Sint-Elisabethsvloed gebruikt voor een (veel kleiner) moerassig gebied in de buurt van Dordrecht.
Het landschap van de Biesbosch werd in de eeuwen na de Sint-Elisabethsvloed sterk bepaald door de dagelijkse dynamiek van het water. Daarnaast zorgden de processen van landvorming en vegetatieopbouw voor verandering op langere termijn. Ook de menselijke ingrepen zoals rietoogst, biezensnijden en griendkap vormden het landschap. Hierdoor ontstond een ruimtelijk patroon waarin zes hoofdtypen onderscheiden worden: open water - zand- en slikplaten - biezenvelden en ruigten - rietgorzen - grienden - polders.

### Ontwikkeling en gebruik

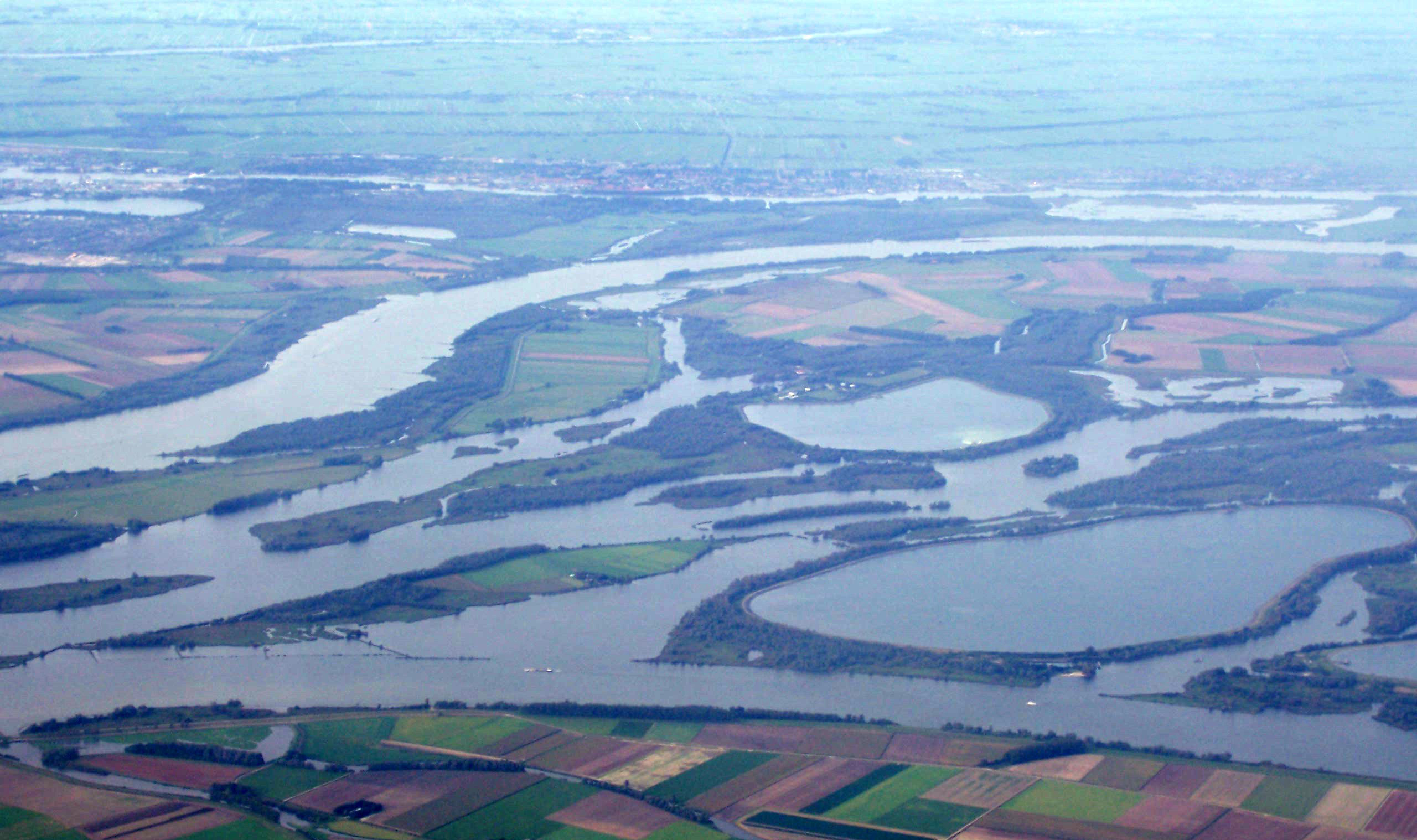
De Biesbosch vanuit de lucht

Door opslibbing, plantengroei en gebruik door de mens was het getijdengebied constant in ontwikkeling. Het open water en de zandplaten waren een zeer dynamisch milieu door het grote getijdeverschil van 2 meter. Hierdoor kon snelle aanzanding optreden met hoge ruggen. In de rustiger gedeelten ontstonden ook slikkige opwassen die meer kans boden voor plantengroei. De eerste hogere planten waren de biezen, die zich in de loop der jaren tot flinke oppervlakken konden uitbreiden. De biezengorzen met ruwe bies en vooral de manshoge mattenbies werden in de zomer door biezensnijders geëxploiteerd.
Door verdere opslibbing van de biezengorzen werd het land meer geschikt voor de vestiging van riet. Bij gunstige omstandigheden kon het in korte tijd door uitstoeling grote arealen bedekken. Riet werd ook door de mens aangeplant, begreppeld en commercieel benut, onder andere voor rietmatten voor de bollenteelt, dakbedekking en zinkstukken die bij de aanleg van dijken werden gebruikt. Het riet in de Biesbosch was van goede kwaliteit (sterk en lang) en de rietcultuur werd een belangrijke bedrijfstak.
Wanneer de rietgorzen te hoog opgeslibd raakten nam de productiviteit af en werden ze meer geschikt voor wilgenbos. Door aanleg van een omkading en het aanplanten van wilgenstekken ontstonden de grienden, die in een hakcyclus van drie jaar werden onderhouden. De griendcultuur leverde producten als hoephout, bonenstaken, schopstelen en rijshout voor de waterwerken.
De laatste fase van ontwikkeling bestond uit het rooien van de grienden als ze minder productief werden en het verhogen van de kaden, waardoor hooi- en weidepolders ontstonden. Dit proces begon ruim een eeuw na de Sint-Elisabethsvloed. Rond 1850 was twee derde van de voormalige binnenzee weer ontgonnen. Daarnaast waren in het gebied eeuwenlang ook vissers, jagers en kooikers actief. De ontwikkeling van de Biesbosch als cultuurgebied verliep ruim vier eeuwen lang parallel met de opslibbing en in constante wisselwerking met het water.

### Grote veranderingen

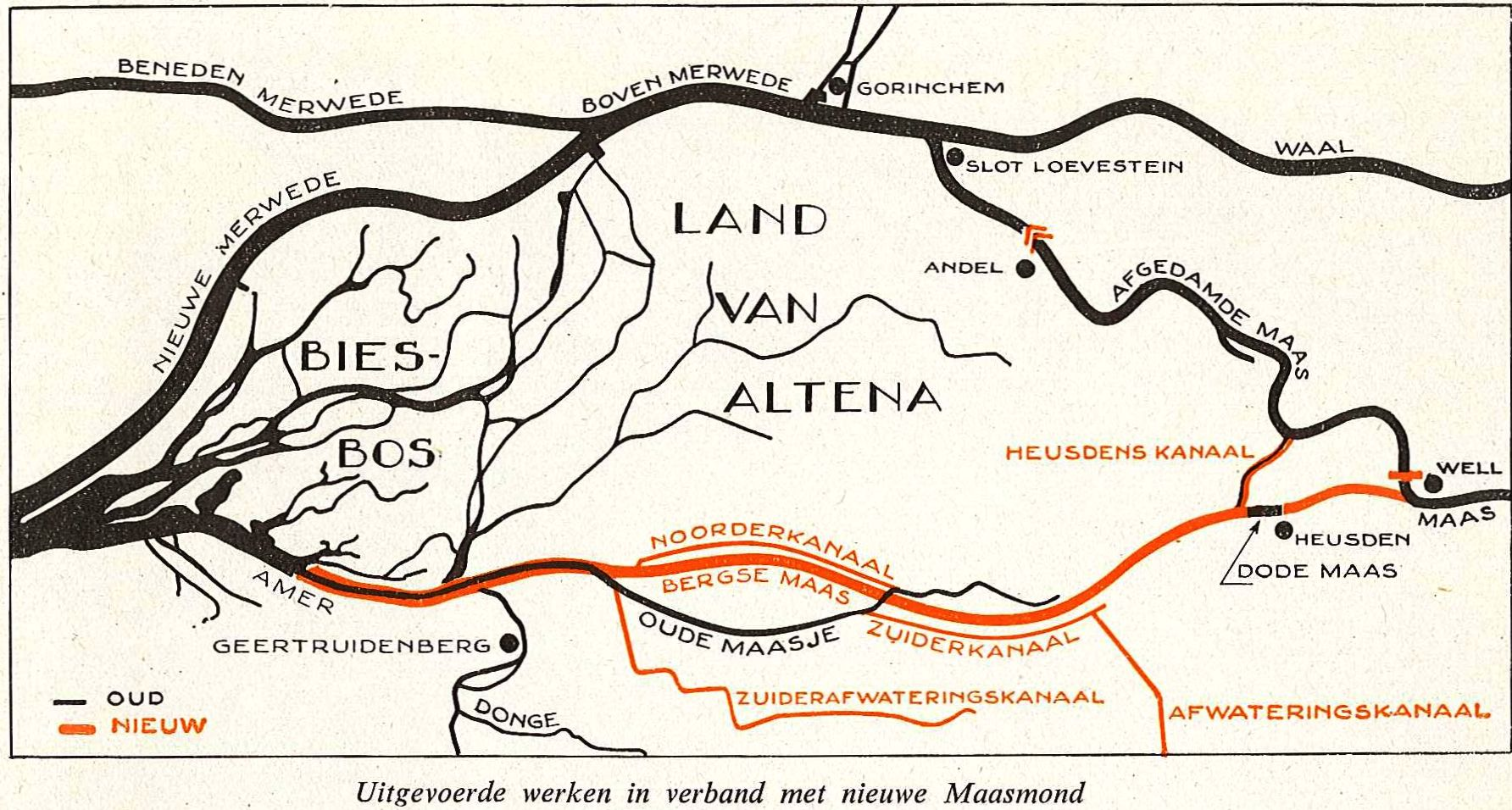
Uitgevoerde werken in verband met nieuwe Maasmond

De eerste periode van grote verandering was in de tweede helft van de negentiende eeuw. Tussen 1850 en 1880 werd na jaren voorbereiding de Nieuwe Merwede aangelegd door grote stroomgeulen uit te graven, met elkaar te verbinden en alle zijgeulen af te dammen. Via deze 21 km lange kunstmatige riviertak stroomde het water van de Rijn (via de Waal) én, tijdelijk, van de Maas rechtstreeks naar het Hollandsch Diep. Het Maaswater werd vanaf 1904, toen de verbinding met de Merwede gesloten werd, via de nieuw gegraven Bergsche Maas en de bestaande Amer via het zuiden aangevoerd. Door beide ingrepen werden het erosie- en sedimentatiepatroon van de Biesbosch ingrijpend veranderd.
In de twintigste eeuw werd de akkerbouw belangrijker en gingen de boeren meer graan verbouwen. Hiertoe werd veel land hoger bedijkt, waardoor de Biesbosch minder als waterbuffer kon dienen bij stormvloeden. Dit bleek ook bij de watersnoodramp in 1953, toen grote delen van Zeeland en Noord-Brabant inclusief de Biesbosch onder water gingen. Dit was de aanleiding voor de uitvoering van de Deltawerken, waardoor onder andere de grote zeegaten met dammen werden afgesloten om de veiligheid van Zuidwest-Nederland te vergroten. Ook dit had grote gevolgen voor de Biesbosch.
In 1970 werd de Haringvlietdam met sluizencomplex in gebruik genomen en in de jaren 1967-1977 werden de Volkeraksluizen gebouwd. Door de afsluiting van het Haringvliet verdween de grote dynamiek van het getij (tot 2 m) bijna helemaal. In de Sliedrechtse Biesbosch bleef via de verbinding met de Nieuwe Waterweg plaatselijk nog een getijverschil van 60–70 cm. In de Brabantse en Dordtse Biesbosch is dit nog maar 20–30 cm. Door verminderde erosie en sedimentatie verandert de Biesbosch sindsdien geleidelijk in een ondiep, laguneachtig zoetwatermoeras. Het hoogteverschil tussen platen en geulen wordt minder en de biezenvelden, rietgorzen en wilgengrienden verruigen en ontwikkelen zich tot wilgenbossen. Mogelijk kunnen de plannen om de Haringvlietsluizen gedeeltelijk weer te openen (het zogenoemde Kierbesluit) de dynamiek in dit gebied deels herstellen.

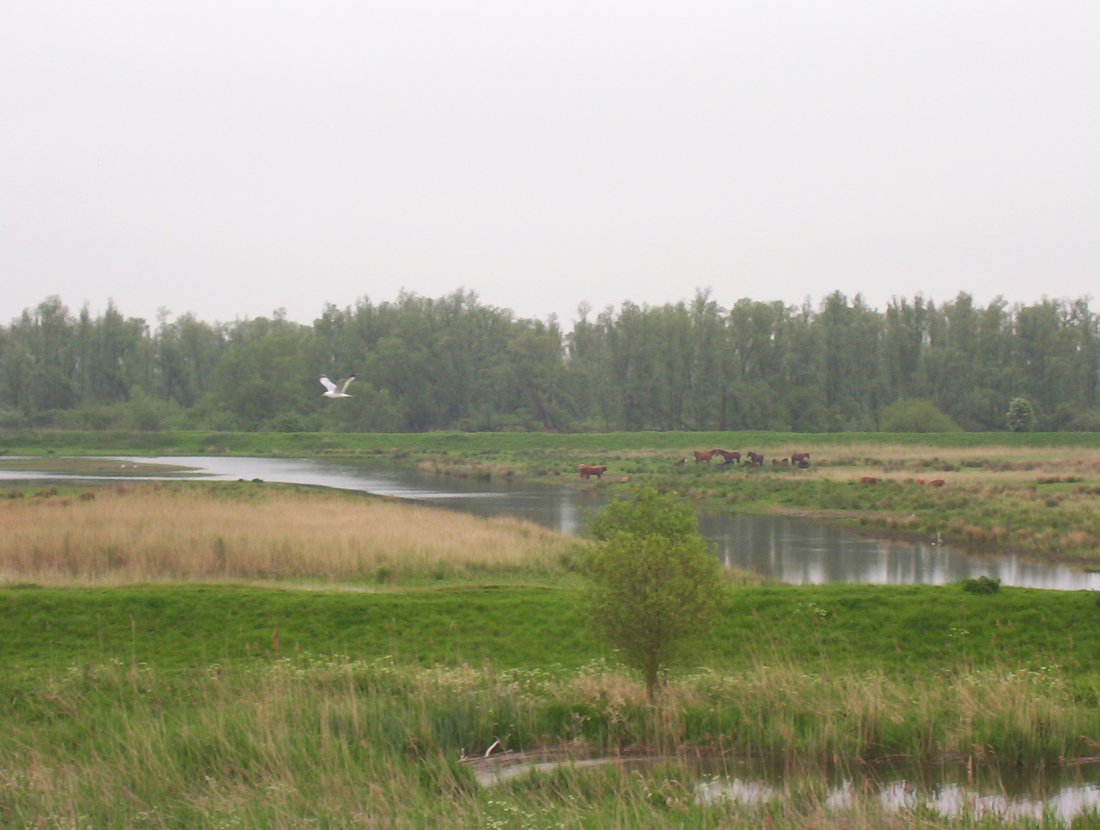
Wetlands in de Biesbosch

Naast het grotendeels wegvallen van eb en vloed door afsluiting van de zeegaten, waren de volgende veranderingen van groot belang voor de ontwikkeling van de Biesbosch na 1970:
- de achteruitgang van de griendcultuur leidde tot verwaarlozing van grote griendcomplexen;
- de erkenning van de natuurwaarde van het gebied leidde tot inrichting van meer natuurreservaten;
- inpoldering en ruilverkaveling leidden tot nivellering van het landschap in de Noordwaard en Oostwaard;
- aanleg van spaarbekkens voor de drinkwatervoorziening ging ten koste van de polders in het zuidwestelijk gebied;
- de recreatie, met name de watersport in het gebied ontwikkelde zich onstuimig.[15]

## Tweede Wereldoorlog
Een wirwar van kreken, grienden, rietvelden en bossen maakte de Biesbosch een belangrijke schuilplaats voor onderduikers in de Tweede Wereldoorlog. De Duitsers waren bang het gebied te betreden en de acties die ze uitvoerden hadden dan ook weinig effect. Het verschil tussen eb en vloed was bijna twee meter, dus men moest goed de weg kennen. Het waren dan ook alleen lokale verzetsmensen die zich daarheen begaven.

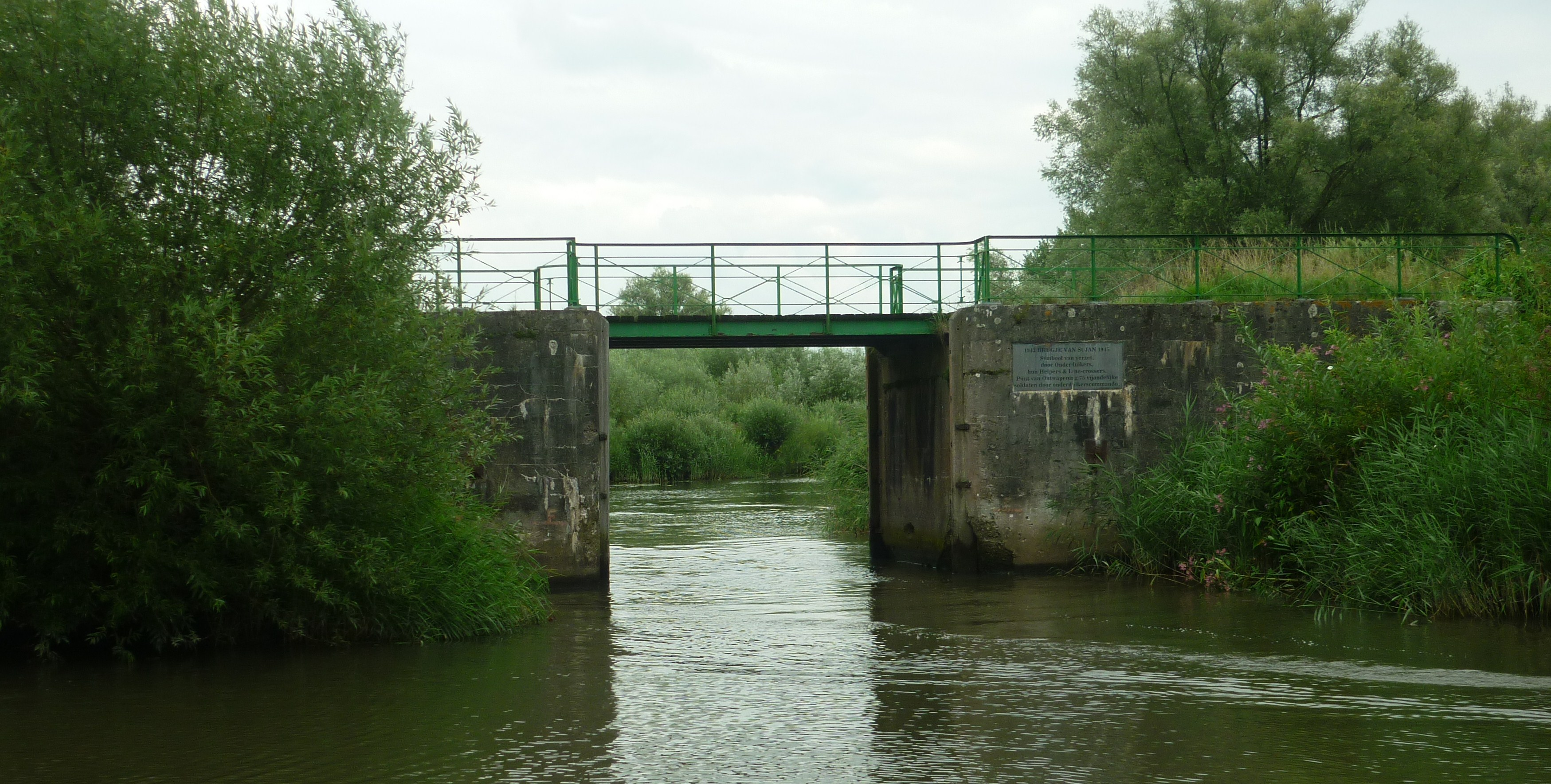
Het Brugje van St Jan

In 1900 werd door de Biesbosch een dijk aangelegd. Om de drukste vaarroute niet te blokkeren werd een doorgang bij het Brugje van St Jan opengelaten. Er kwamen keerdeuren die in geval van nood gesloten konden worden. Vanaf het Brugje kon je over die dijk naar de noordkant van de Biesbosch lopen (ruim 8 km) of naar de zuidkant, waar je met een veerboot de Amer kon oversteken. Het Brugje was de enige plek waar voetgangers konden oversteken.
Eind 1944 werd Nederland ten zuiden van de Amer bevrijd. Veel deserterende Duitsers probeerden de Biesbosch over te steken naar bevrijd Nederland. In 1944 werden 75 Duitse militairen en een vrouw door het verzet opgepakt, meestal bij het Brugje van St Jan, en in twee rietaken gevangengehouden. Een van de problemen was om aan voldoende voedsel te komen. Na enkele weken werden de gevangenen overgedragen aan het Poolse leger in Noord-Brabant.
Het verzet maakte ook geregeld nachtelijke oversteken, het zogenoemde crossen, om mensen en berichten vanuit bezet gebied over te brengen en voedsel en medicijnen mee terug te nemen. Tijdens de oorlog zijn 16 neergeschoten vliegtuigen in de Biesbosch terechtgekomen. In Werkendam zijn 30 oorlogsgraven.

## Spaarbekkens

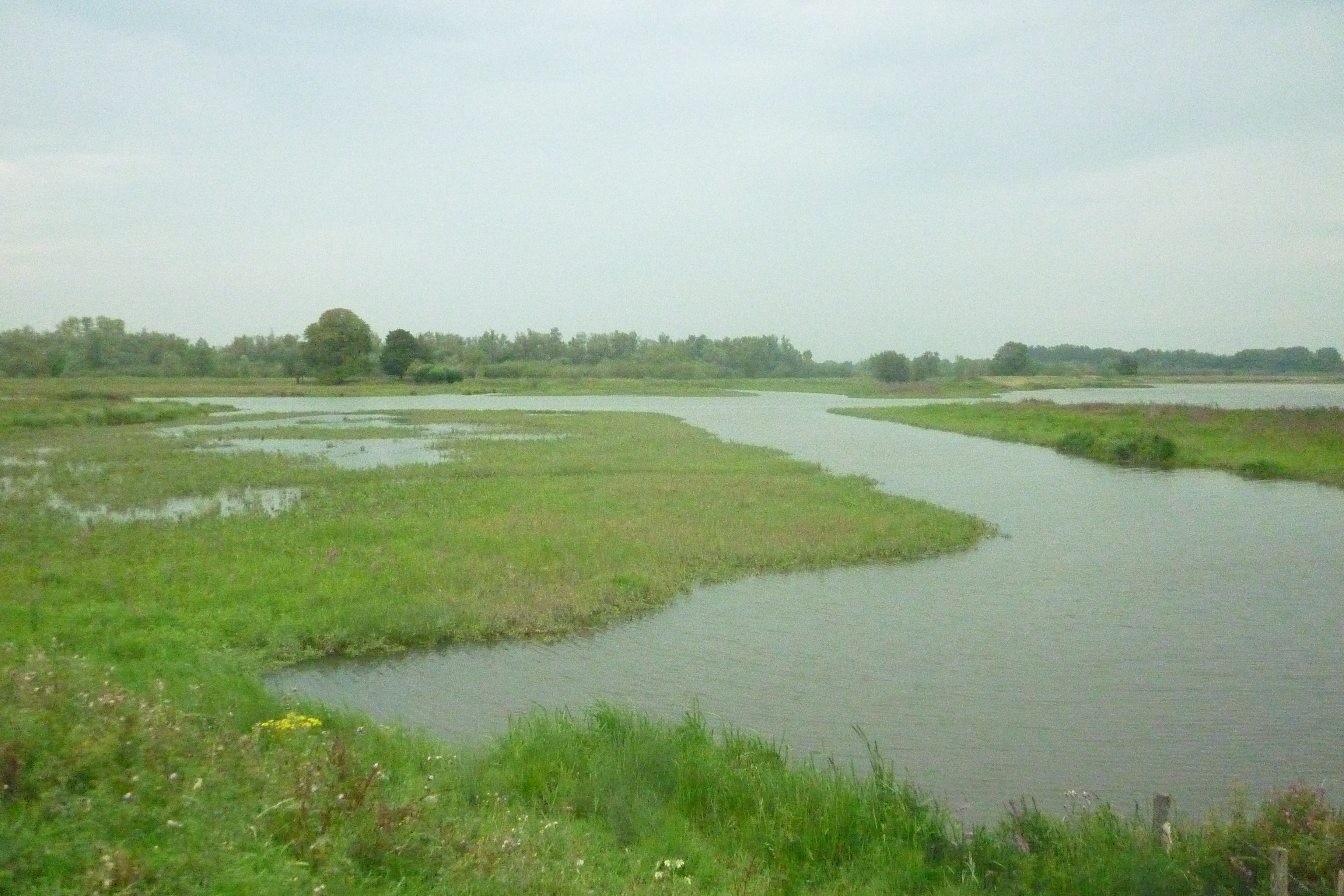
Vierde spaarbekken

Voor de bereiding van drinkwater zijn er drie spaarbekkens: De Gijster (320 hectare), Honderd en Dertig (219 hectare) en Petrusplaat (105 hectare). Ze hebben een gezamenlijke oppervlakte van 644 ha, en kunnen samen 86,2 miljoen m³ water bevatten. Door een buis met een diameter van twee meter vijftig wordt water aangevoerd naar De Gijster, waar het een eerste kwaliteitsverbetering ondergaat door onder andere bezinking van slibdeeltjes. Daarna gaat het water naar de Honderd en Dertig en ten slotte gaat het water naar de Petrusplaat. Om het water in de bekkens goed te mengen, wordt er in alle drie de bekkens lucht toegevoerd.
Om te controleren of het aangevoerde water van goede kwaliteit is, worden watervlooien en mosselen gebruikt. Als die gezond zijn vertonen ze normaal gedrag. Als ze minder gezond zijn, bijvoorbeeld door veranderingen in de kwaliteit van het Maaswater, zal hun gedrag veranderen en zullen de innamepompen automatisch stoppen. Drinkwater wordt vanuit de Biesbosch geleverd aan Rotterdam, delen van Noord-Brabant en delen van Zeeland. In het verleden had Rijkswaterstaat plannen nog een vierde spaarbekken in gebruik te nemen, maar dit is doorverkocht aan Staatbosbeheer. Het gebied is aan de natuur teruggegeven. Aan deze plas ligt polder De Lepelaar met de Zwarte Schuur, waar de film Zwartboek gedeeltelijk werd opgenomen.

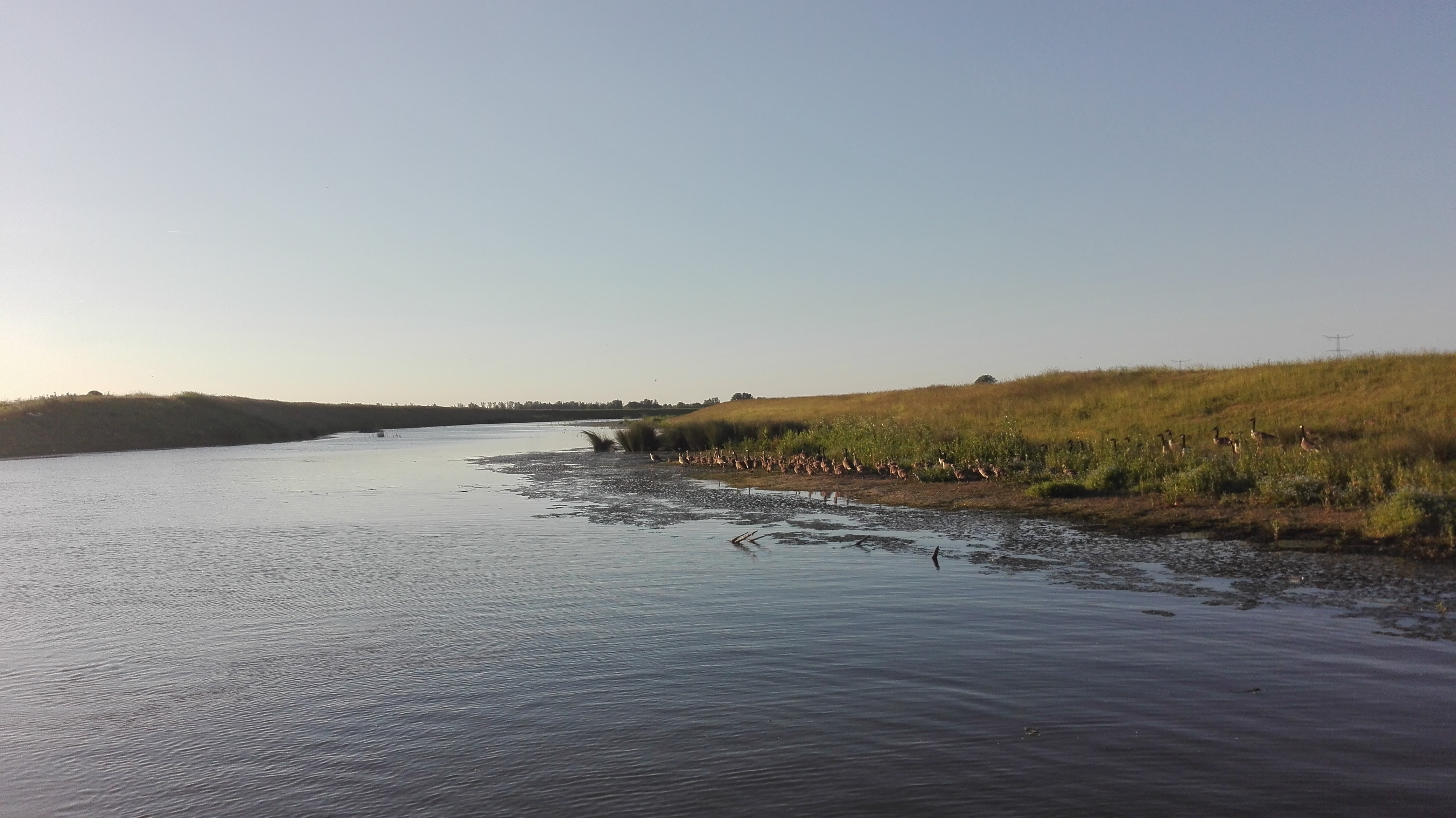
Gegraven kreek in de Nieuwe Noordwaard

## Waterwegen
De Biesbosch wordt doorsneden door een groot aantal kreken en killen. Voorbeelden zijn: Steurgat, Bakkerskil, Bruine Kil, Bleeke Kil, Spijkerboor, Gat van de Noorderklip, Gat van de Visschen, Gat van de Kerksloot, Gat van de Binnennieuwensteek, Kooigat, Aakvlaai, Gat van den Kleinen Hil, Gat van den Hardenhoek, Gat van Lijnoorden, Boomgat, Gat van den Zalm, Zuid-Maartensgat, Gat van Kielen, Wantij, Kikvorschkil, Gat van den Hengst, Zoetemelkskil, Moldiep, Helsloot, Houweningswater en Sneepkil. Verder zijn ook de rivieren de Amer, de Nieuwe Merwede en de Dordtse Kil alsmede het Gat van den Ham van oorsprong getijdenkreken in of aan de Biesbosch geweest.
In de Biesbosch bevinden zich vier schutsluizen, namelijk: de Biesboschsluis, de Spieringsluis, de Ottersluis en de Helsluis.

## Natuur

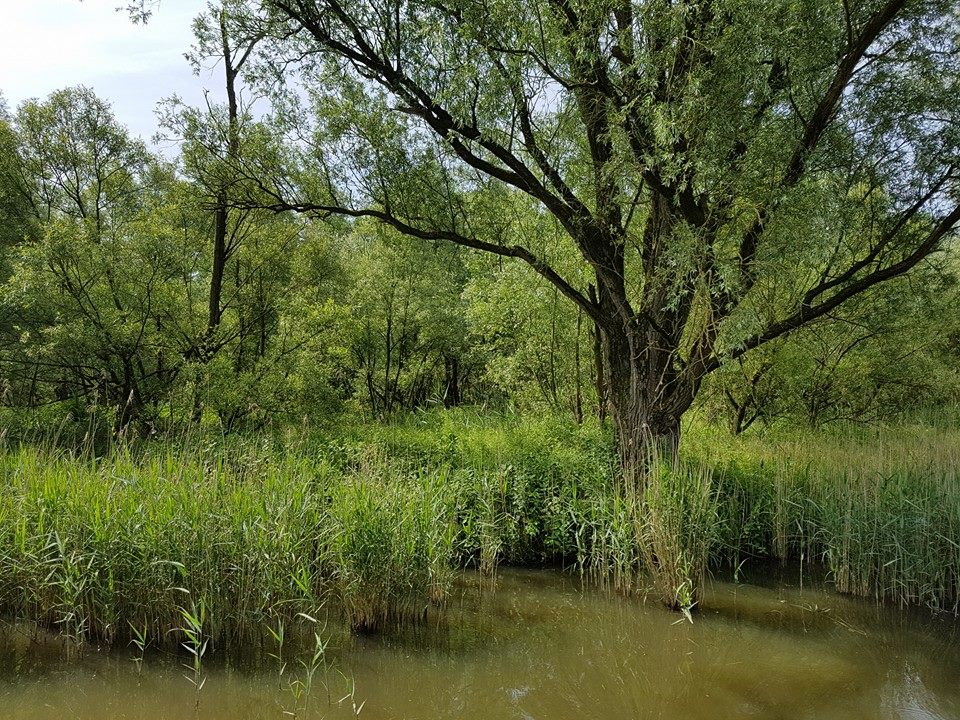
Een doorgeschoten (verwilderde) griend in de Biesbosch

### Flora
De karakteristieke planten die voorkomen in de Biesbosch zijn meestal gebonden aan vochtige omstandigheden. In de grienden groeien veel brandnetels, maar ook groot heksenkruid, kattenstaart, groot- en oranje springzaad en harig wilgenroosje. De enorme reuzenbalsemien zorgt voor een echte jungle en de roze bloemen hebben een heel kenmerkende zoete geur. Bijzonder in het gebied zijn de zeldzame driekantige bies en de spindotterbloem.

### Vissen
De Biesbosch was vroeger een belangrijk gebied voor anadrome trekvissen zoals zalm, zeeforel, steur, elft fint, zeeprik, houting en spiering. Door overbevissing, vervuiling en het afsluiten van de zeegaten in het kader van de Deltawerken zijn deze vissen vrijwel verdwenen of uiterst zeldzaam geworden. Soorten die nog in de Biesbosch gevangen kunnen worden zijn onder andere paling, baars, bittervoorn, blankvoorn, brasem, karper, snoek, snoekbaars, driedoornige stekelbaars en roofblei.

### Amfibieën

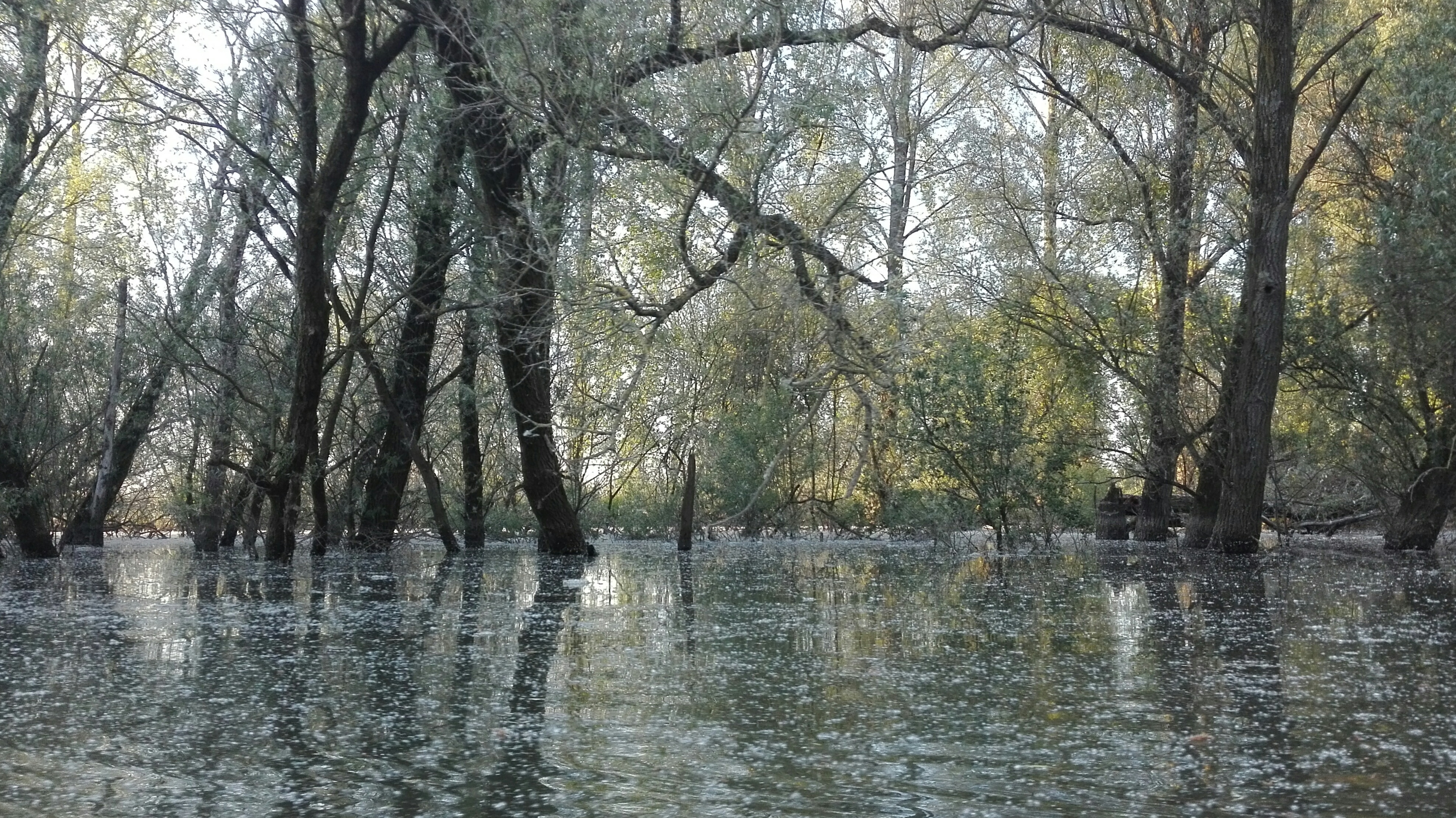
Wilgenvloedbos in de Biesbosch

Amfibieën die in de Biesbosch voorkomen zijn: kleine watersalamander, gewone pad, bruine kikker, meerkikker en de middelste groene kikker.

### Vogels

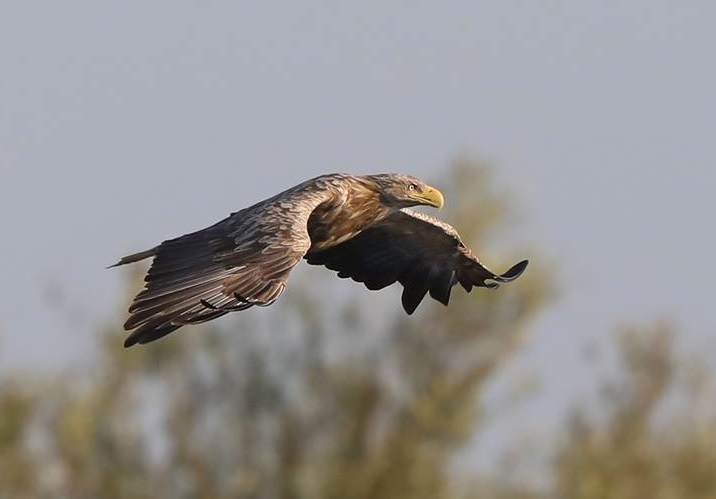
Zeearend in de Biesbosch

De Biesbosch is een prima plek voor veel vogels. Er zijn vier vogelkijkhutten: in de polder Maltha en de Beneden Spieringpolder (beide Brabantse Biesbosch), aan de rand van de Mariapolder (Sliedrechtse Biesbosch) en op de Tongplaat (Dordtse Biesbosch).
Broedvogels in de Biesbosch zijn (per 2010): dodaars, aalscholver, roerdomp, woudaapje, blauwe reiger, purperreiger, lepelaar, kolgans, grauwe gans, bergeend, krakeend, wintertaling, zomertaling, slobeend, tafeleend, wilde eend, brilduiker, bruine kiekendief, havik, sperwer, boomvalk, slechtvalk, zeearend, visarend, kwartel, waterral, porseleinhoen, kluut, kleine plevier, visdief, zomertortel, kerkuil, steenuil, bosuil, ransuil, groene specht, kleine bonte specht, veldleeuwerik, oeverzwaluw, boerenzwaluw, huiszwaluw, graspieper, gele kwikstaart, witte kwikstaart, nachtegaal, blauwborst, zwarte roodstaart, gekraagde roodstaart, grote lijster, Cetti's zanger, sprinkhaanzanger, snor, rietzanger, spotvogel, grauwe vliegenvanger, bonte vliegenvanger, baardman, matkop, boomklever, buidelmees, ijsvogel, wielewaal, fuut en appelvink.
Soorten die niet in de Biesbosch broeden, maar er wel aangetroffen kunnen worden, zijn onder meer (per 2010): geoorde fuut, grote zaagbek, kleine zwaan, grote Canadese gans, brandgans, grote zilverreiger, kleine zilverreiger, wespendief, zwarte wouw, zilvermeeuw, zwarte stern, koekoek, roodmus, koereiger, kwartelkoning, witvleugelstern, patrijs, houtsnip, kwak, steltkluut, sneeuwgans, casarca, bontbekplevier, watersnip, kokmeeuw, paapje, grutto en grote karekiet.

#### Arenden
In de Biesbosch woont sinds enkele jaren een koppel zeearenden. In 2011 werd voor het eerst een jonge zeearend gesignaleerd. In tegenstelling tot de visarend, die ook in het gebied voorkomt maar alleen vis eet, is de zeearend een alleseter. Als de zeearend ergens in de lucht 'hangt' en op zoek is naar een prooi, ontstaat er grote onrust bij de vogels op het land of op het water. Sinds 2014 broeden maar liefst twee paartjes zeearenden in de Biesbosch. In 2016 is ook de visarend voor het eerst gaan broeden in het gebied, met een tweede broedpaar in 2017.

### Zoogdieren
Tot de kleine zoogdieren in de Biesbosch behoren de gewone bosspitsmuis, dwergspitsmuis, waterspitsmuis, huisspitsmuis, rosse woelmuis, veldmuis, aardmuis, noordse woelmuis, bosmuis, dwergmuis, bruine rat, beverrat en muskusrat. Kleine roofdieren zijn wezel, hermelijn, bunzing en de uiterst zeldzame boommarter. Verder leven er veel vossen en is in 2016 voor het eerst een paartje dassen gesignaleerd in de Biesbosch. In de Biesbosch leeft ook minimaal één wasbeer. Verder konijn en haas, een flinke populatie reeën en (in de Dordtse Biesbosch) enkele damherten. Een enkele keer kan een zeehond worden gezien die door de Haringvlietsluizen is geglipt. Vroeger waren zeehonden overigens een algemene verschijning in de Biesbosch.

#### Bevers en otters
In totaal werden er 42 bevers in de Biesbosch uitgezet, in 1988 door Ir. G. Braks (Minister van Landbouw, Natuurbeheer en Visserij), in 1989 door prins Bernhard en in 1999 door Drs. J. Borgman (voorzitter van het Overlegorgaan Nationaal Park De Biesbosch). De dieren kwamen uit de voormalige DDR en werden voorzien van een zendertje. Zij werden vijf jaar lang gevolgd. Hun aantal neemt toe. Opvallend was dat zij per nacht zich soms wel twintig kilometer verplaatsen. 's Zomers worden beverzwerftochten georganiseerd, waarbij rond het invallen van de schemer in rietaken wordt rondgevaren. Men verwachtte gedurende de jaren 2010 dat er binnenkort weer otters zouden komen, een verwachting die in 2023 werd verwezenlijkt toen een wildcamera beelden van een otter vastlegde (na een eerdere onzekere waarneming in 2022).

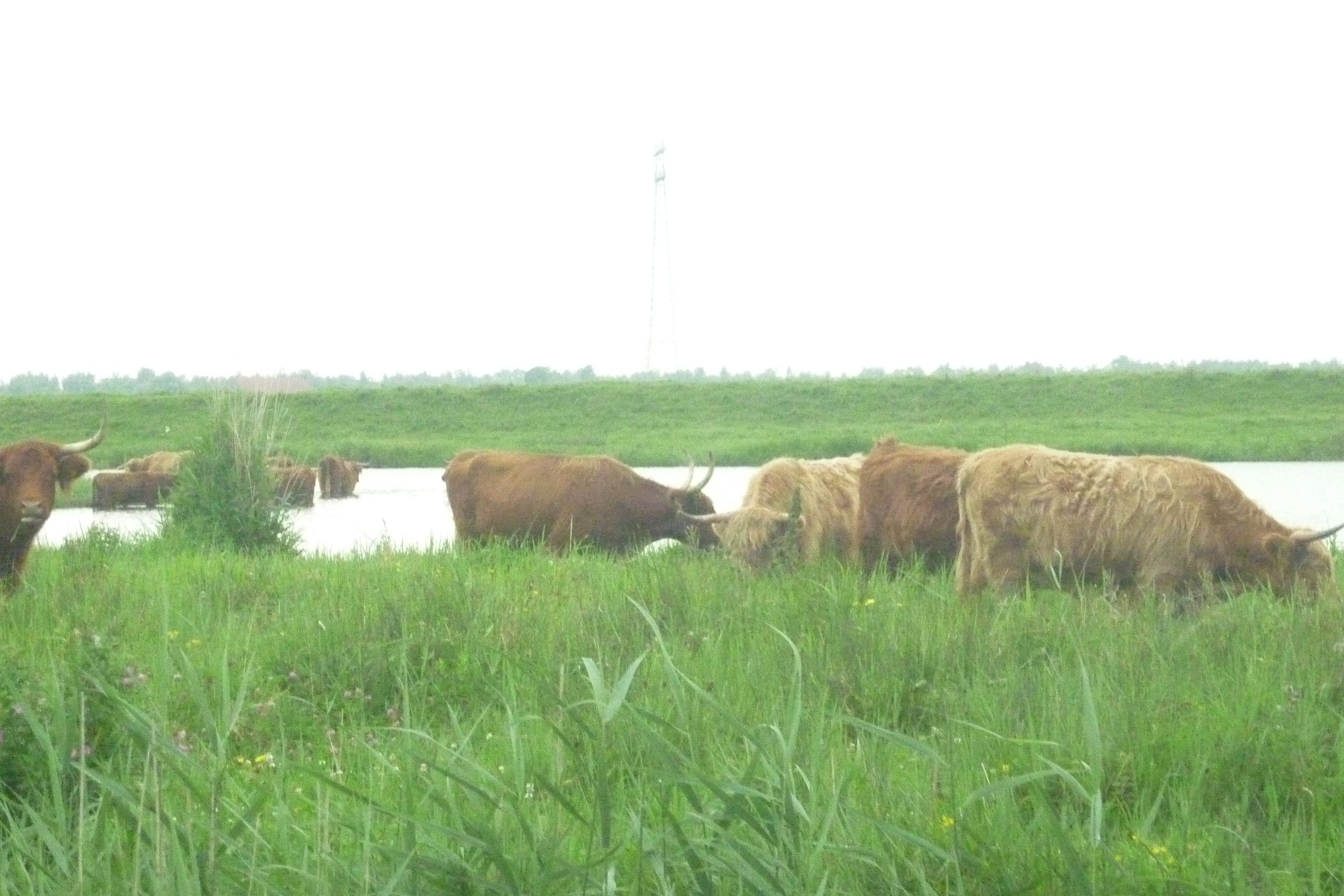
Schotse hooglanders in de Biesbosch

#### Grote grazers
Een kudde van zo'n 160 Schotse hooglanders begraast de polders Lange Plaat, Turfzakken, Lepelaar, Plomp, de Allards-polder en de Kwestieus-polder, de laatste polder in de Biesbosch die met de hand werd drooggelegd. Als de ossen drie jaar zijn worden ze geslacht. Vanaf 2016 graast ook in het natuurontwikkelingsgebied de Kleine Noordwaard een kudde Schotse hooglanders, aangevuld met Konikpaarden.
Een kleine kudde waterbuffels begraast delen van de Noordwaard. Ze kunnen dieper doordringen in de meest moerassige delen dan de overige grote grazers.
Al in 1945 werd door Victor Westhoff geopperd elanden vanwege hun mogelijkheden als begrazer uit te zetten in Nederlandse natte natuurgebieden. In 2010 verscheen een rapport waarin mogelijke introductie in de Biesbosch nader wordt onderzocht. Bij herintroductie in het voedselrijke gebied zou een groot zoogdier met overwegend solitair gedrag terugkeren. De eland heeft naast andere snoeiers en grazers een specifieke ecologische rol. Als selectieve ‘browser’ speelt hij een eigen rol bij de ontwikkeling van rivier-, moeras- en bosecosystemen. In natte moerassystemen, waaruit de helft van Nederland van oorsprong bestond, is het dier zelfs de enige grote herbivoor die er zijn voedsel zoekt.

## Bezoekerscentra

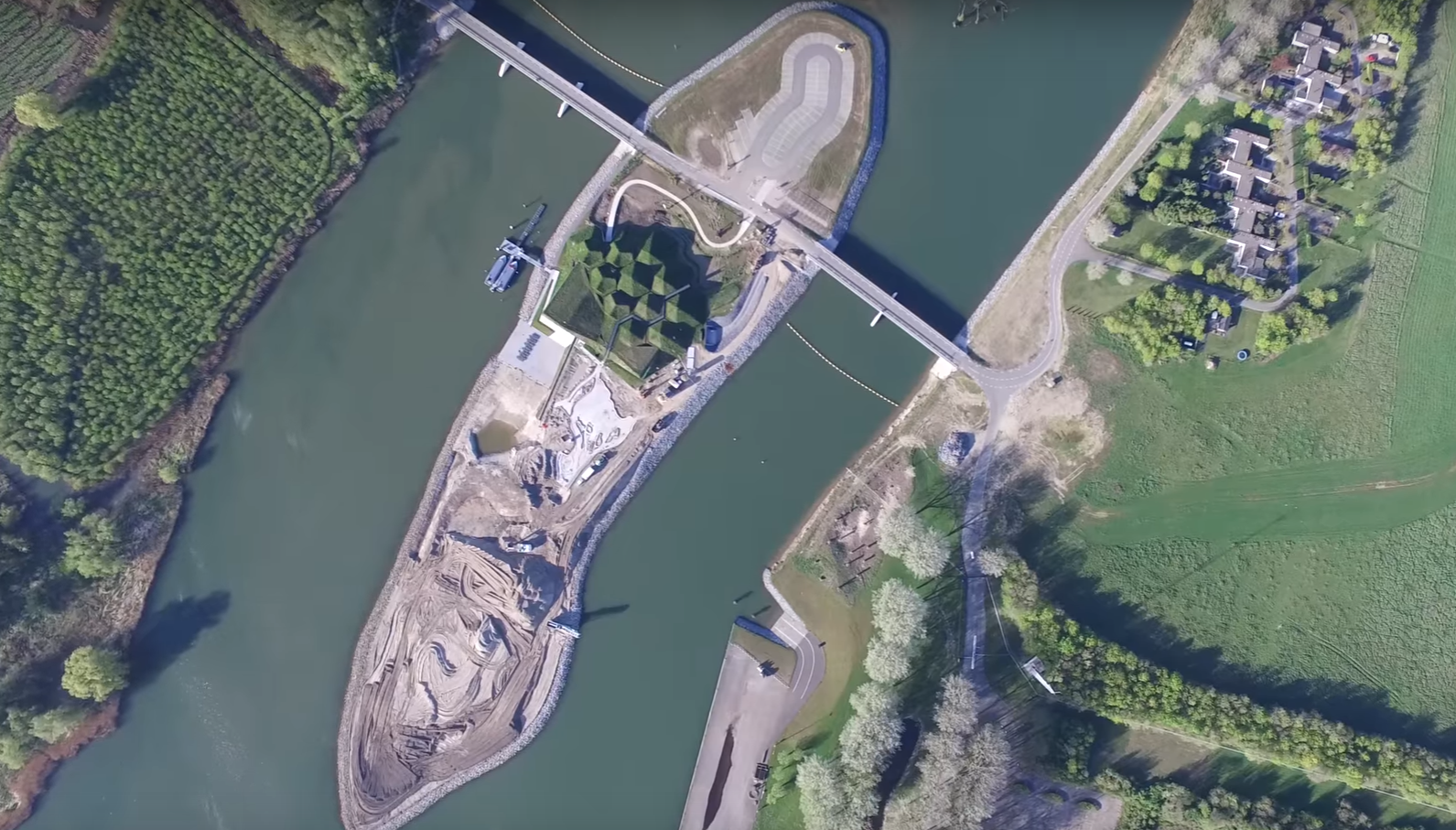
Het Biesbosch MuseumEiland in aanleg, omringd door het Gat van Lijnoorden

Er zijn drie bezoekerscentra in of aan de Biesbosch: in Dordrecht het 'Biesboschcentrum Dordrecht', geopend in oktober 2003, in Drimmelen en in Werkendam. Twee hiervan liggen binnen het Nationaal Park: één in de Brabantse en één in de Hollandse Biesbosch. Het Brabantse bezoekerscentrum in Werkendam doet sinds 1994 ook dienst als museum. In 2015 is het museum, nu omgedoopt tot Biesbosch MuseumEiland, helemaal verbouwd. In april 2016 viel het gebouw maar liefst drie keer in de prijzen bij de Architizer Awards 2016, een prestigieuze architectuurprijs. In zowel de categorieën Cultuur & Musea als Architectuur & Landschap won het ontwerp de juryprijs. In deze laatste categorie won het tevens de publieksprijs.

## Bedreigingen
Water- en bodemvervuiling zijn een probleem voor de Biesbosch. Veel waterbodems bevatten ernstig vervuild sediment, een overblijfsel van de jaren 1960 en 1970 toen de Rijn en de Maas door industriële lozingen ernstig vervuild waren. Er is weinig netto stroming want een open verbinding met de rivieren en de zee is er niet, de vervuiling blijft daarom op haar plaats. Om het ecosysteem geheel te herstellen zouden alle kreken schoongemaakt moeten worden, een grote en kostbare taak.
Andere bedreigingen voor het ecosysteem zijn de grote hoeveelheid recreatie, de aanleg van jachthavens, stedelijke uitbreiding en plannen om de onder het gebied aanwezige aardgasreserves te winnen.